# Epicauta tenebrosa
Epicauta tenebrosa is een keversoort uit de familie van oliekevers (Meloidae). De wetenschappelijke naam van de soort is voor het eerst geldig gepubliceerd in 1949 door Werner.